# 谷田部インターチェンジ

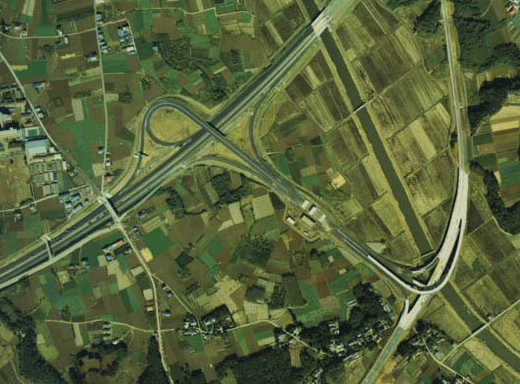
谷田部IC付近の空中写真（1980年度）

谷田部インターチェンジ（やたべインターチェンジ）は、茨城県つくば市谷田部にある、常磐自動車道のインターチェンジ (IC) である。
ここから三郷方面は大都市近郊区間となり、料金が高額な区分となる。
柏IC - 当ICは、常磐自動車道で最初に開通した区間である。また、1985年（昭和60年）に国際科学技術博覧会が開催された際は、当インターチェンジから水戸寄りに国道408号に接続する谷田部仮出口（下り線のみ）が設置されていた（開催終了後に閉鎖）。なお現在、科学万博記念公園への最寄りインターチェンジは、圏央道のつくば中央ICとなっている。

## 歴史
- 1981年（昭和56年）4月27日：柏IC - 谷田部IC間開通に伴い、供用開始[2]。
- 1982年（昭和57年）3月30日：谷田部IC - 千代田石岡IC間開通[5]。

## 周辺
- つくば市役所谷田部窓口センター
- 五角堂
- 牛久沼
- 動物衛生研究所
- 関東鉄道つくば中央営業所
- 茨城県立つくば工科高等学校
- みどりの駅（首都圏新都市鉄道・つくばエクスプレス）
- つくば国際貨物ターミナル

## 道路
- E6 常磐自動車道（4番）

## 接続する道路
- 直接接続
  - 茨城県道19号取手つくば線（サイエンス大通り）

## 料金所
- ブース数：7

### 入口
- ブース数：3
  - ETC専用：1
  - ETC・一般：1
  - 一般：1

### 出口
- ブース数：4
  - ETC専用：1
  - ETC・一般：1
  - 一般：2

## 隣
E6 常磐自動車道
(3)谷和原IC - つくばみらいSIC（事業中） - (4)谷田部IC - (4-1)つくばJCT - 谷田部東PA - (5)桜土浦IC